# Chùa Giác Viên
Chùa Giác Viên (覺圓寺) hay tổ đình Giác Viên (覺圓祖庭) còn có tên là chùa Hố Đất (vì trước đây ở bên rạch Hố Đất) là một ngôi cổ tự; hiện tọa lạc tại số 161/35/20 đường Lạc Long Quân, phường 3, Quận 11, Thành phố Hồ Chí Minh, Việt Nam. Chùa được Bộ Văn hóa – Thông tin công nhận là di tích lịch sử - văn hóa cấp quốc gia theo quyết định số 43 – VH/QĐ ngày 7 tháng 1 năm 1993.

## Lịch sử về chùa
Năm Mậu Ngọ (1798), chùa Giác Lâm được Thiền sư Tổ Tông-Viên Quang (đời thứ 36, trụ trì: 1774 - 1827) cho trùng tu lớn, gần như là làm mới lại tất cả. Gỗ xây dựng chùa được chở từ rừng về bằng đường sông, theo rạch Hố Đất (tức rạch Tân Hòa) vào rạch Ông Bường, rồi đỗ ở bến mà sau này là vị trí của chùa Giác Viên ngày nay.
Sau khi cưa xẻ, những cây ván được đưa về chùa Giác Lâm (cách đó khoảng 2 km) bằng xe trâu. Công trình đại trùng tu đó kéo dài khoảng 6 năm mới xong (1798–1804). Trong khoảng thời gian đó, một ông hương đăng già (lo việc nhang đèn trong chùa, không rõ họ tên) được cử đến trông coi việc cưa xẻ và giữ gìn cây gỗ. Đến đây ông dựng một cốc nhỏ (bên trong có thờ Bồ Tát Quán Thế Âm) vừa làm nơi tu, vừa để lo cho công việc. Đến khi chùa Giác Lâm được trùng tu xong, Thiền sư Tổ Tông-Viên Quang cho sửa am thành chùa, đặt tên là Viện Quan Âm.
Năm Canh Tuất (1850), Hòa thượng trụ trì chùa Giác Lâm lúc bấy giờ là Tiên Giác Hải Tịnh (đời thứ 37, trụ trì: 1827 - 1869) cho trùng tu viện thành chùa, đổi tên lại là Giác Viên.
Năm Nhâm Tý (1852), ông hương đăng già (là người sáng lập và trông coi chùa Giác Viên) mất, Hòa thượng Tiên Giác-Hải Tịnh cử đệ tử là Thiền sư Minh Vi-Mật Hạnh (đời thứ 38) làm trụ trì, đồng thời cho đặt cơ sở học tập khoa ứng phú tại đó .
Năm 1869, Hòa thượng Tiên Giác-Hải Tịnh thấy mình đã già yếu, nên đưa Thiền sư Minh Vi-Mật Hạnh về làm trụ trì chùa Giác Lâm, đồng thời cử một đệ tử khác là Thiền sư Minh Khiêm-Hoằng Ân (đời thứ 38) sang trụ trì chùa Giác Viên. Sau đó, lần lượt các đời trụ trì chùa là: Như Nhu-Chân Không, Như Phòng-Hoằng Nghĩa, Hồng Từ-Huệ Nhơn, Thích Thiện Phú,...

## Kiến trúc, thờ phụng, cổ vật
Chùa Giác Viên được trùng tu lớn vào năm 1958, 1961, 1962. Diện mạo chùa hiện nay có kiến trúc tương tự như chùa Giác Lâm, phật điện ở giữa chùa, hai bên có 2 dãy nhà. Ngoài ra, trong khuôn viên chùa còn có những dãy nhà phụ làm lớp học, trai đường, nhà bếp,...và khu tháp mộ.
Chùa có tất cả 153 pho tượng lớn nhỏ (đa số bằng gỗ), 57 bao lam (cửa võng) và 60 phù điêu. Hầu hết các cổ vật này được chạm khắc vào thế kỷ 19 và đầu thế kỷ 20. Nét đặc biệt trong kiến trúc chùa Giác Viên là bộ sườn gỗ chạm trổ tinh vi, tiêu biểu cho kiến trúc cổ truyền tại miền Nam Việt Nam.
Chánh điện thờ đến 120 pho tượng, đáng chú ý có các tượng và bộ tượng: A Di Đà, Bồ Tát Di Lặc, Quán Thế Âm, Đại Thế Chí, Thập Điện Diêm Vương (10 tượng), Thập Bát La Hán (18 tượng). Ngoài ra, ở bàn thờ Tổ, có ba tượng chân dung của ba vị trụ trì là: Tiên Giác-Hải Tịnh, Như Nhu-Chân Không, và Như Phòng-Hoằng Nghĩa .
Ngoài số cổ vật ấy, chùa còn lưu giữ một chiếc giá võng của triều đình nhà Nguyễn tặng hòa thượng Tiên Giác-Hải Tịnh, và một gốc mai cổ thụ. Theo Gia Định xưa, thì gốc mai này "nguyên lấy giống cây mai của ông Mạc Cửu đem từ Trung Quốc sang Việt Nam".

## Ảnh có liên quan

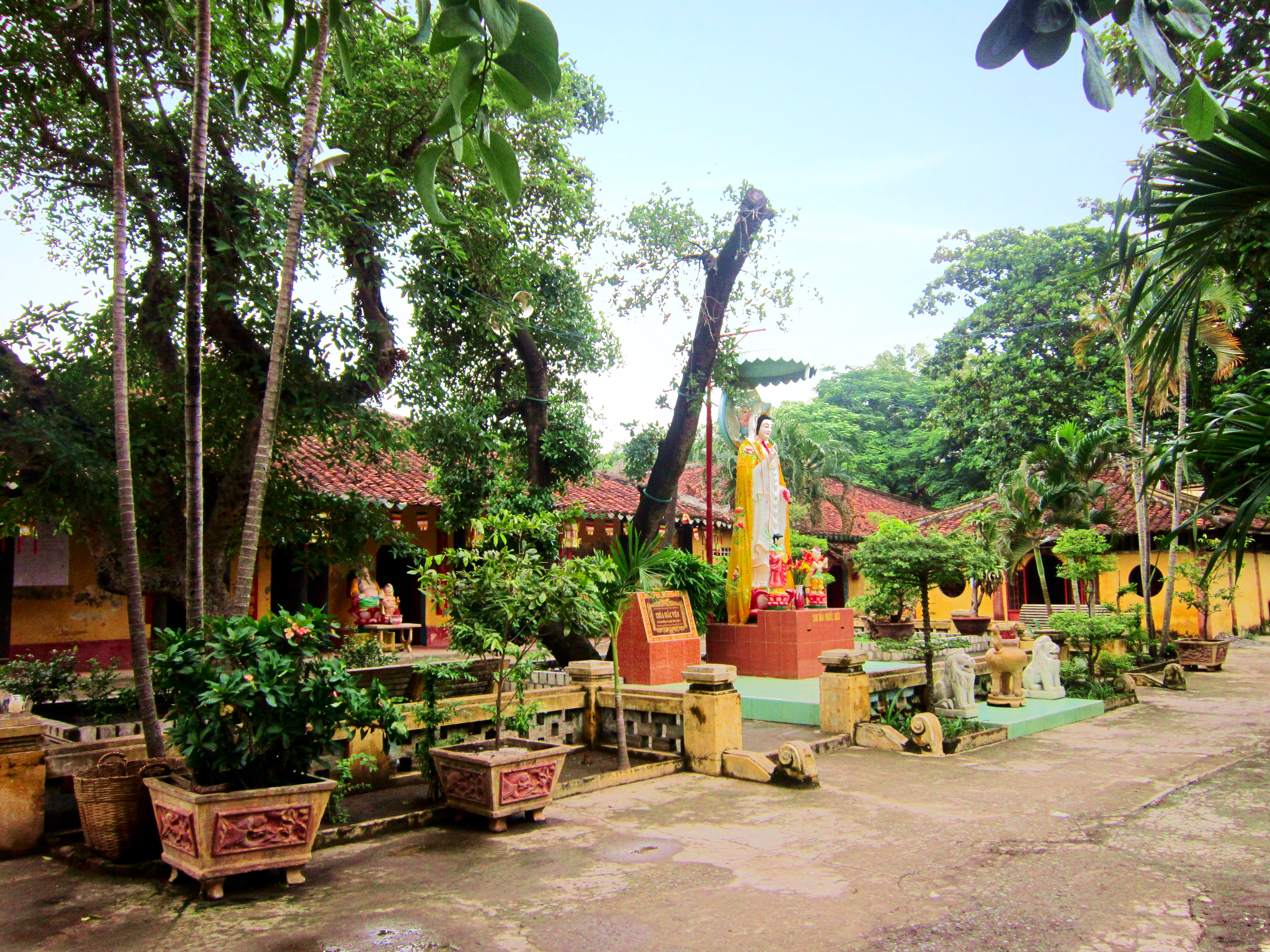
Sau đài Quan Âm là cây mai cổ.
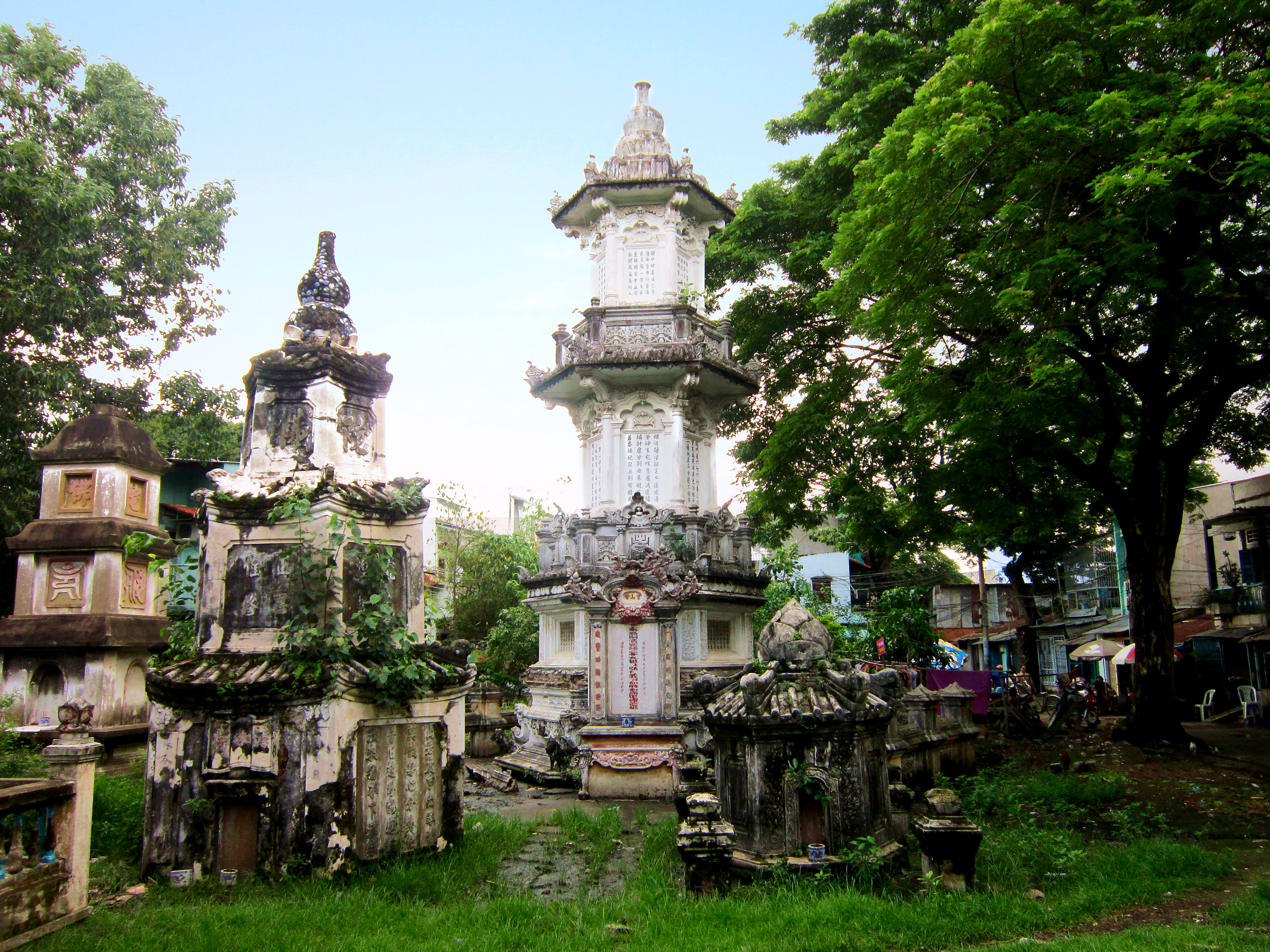
Tháp cao nhất là nơi lưu giữ tro cốt của vị sư sáng lập chùa.
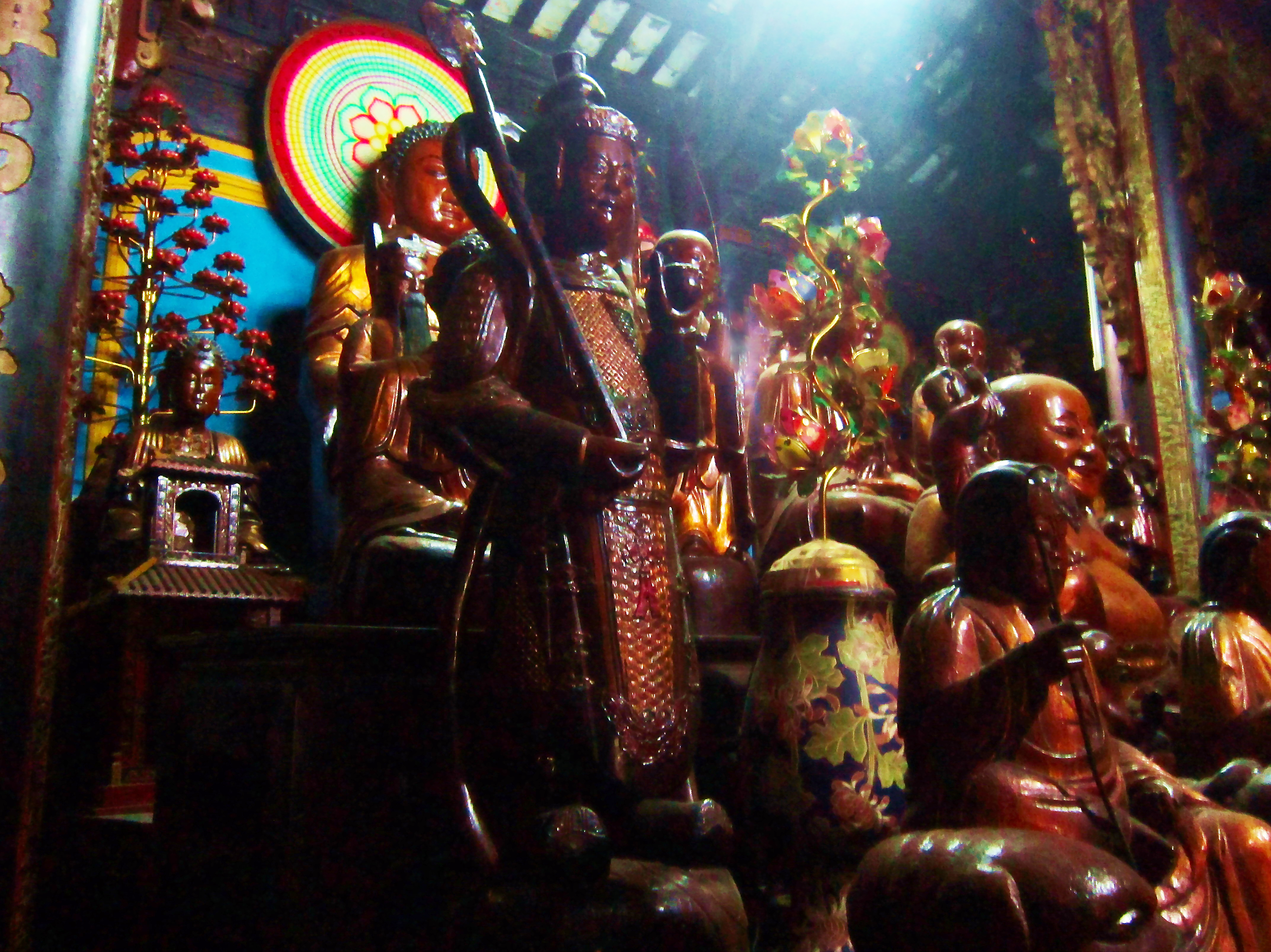
Một số pho tượng cổ trong gian thờ chính.
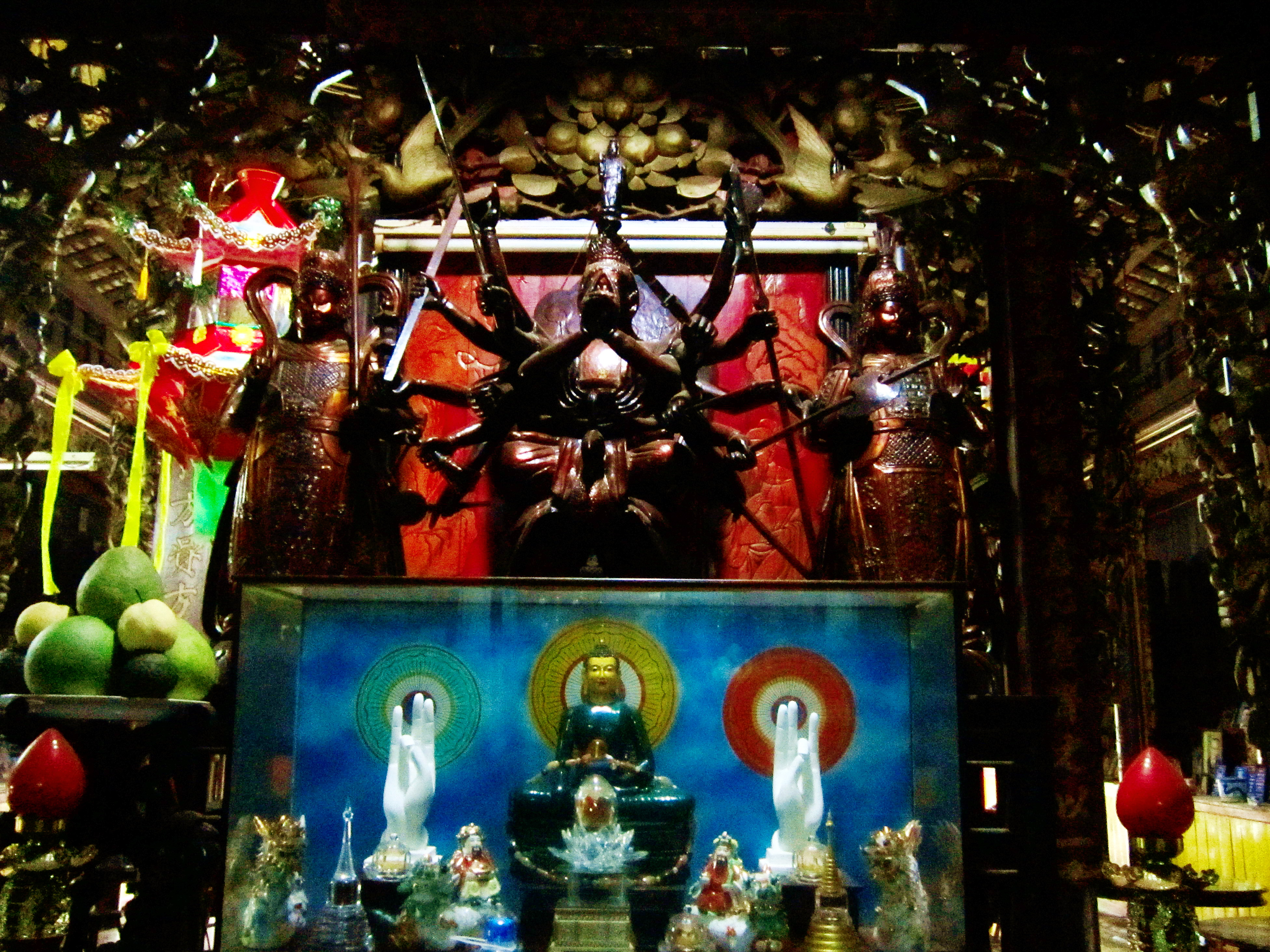
Một bàn thờ trong chùa.

## Sách tham khảo chính
- Thích Thanh Từ, Thiền sư Việt Nam. Thành hội Phật giáo Thành phố Hồ Chí Minh ấn hành, 1992.
- Vương Hồng Sển, Sài Gòn năm xưa. Nhà xuất bản Thành phố Hồ Chí Minh, 1991.
- Huỳnh Minh, Gia Định xưa (1973), Nhà xuất bản Thanh Niên in lại năm 2001.
- Nguyễn Hiền Đức, Lịch sử Phật giáo Đàng Trong, Nhà xuất bản Thành phố Hồ Chí Minh, 1995.
- Giáo trình Kiến thức phục vụ du lịch, Nhà xuất bản Thành phố Hồ Chí Minh, 1995.